# Contes érotiques ou la Sexologie de Pierre l'Arétin
Pour plus de détails, voir Fiche technique et Distribution.
Contes érotiques ou la Sexologie de Pierre l'Arétin (I giochi proibiti de l'Aretino Pietro) est une comédie érotique italienne du sous-genre decamerotico réalisée par Piero Regnoli et sortie en 1972.

## Synopsis
Quatre femmes vivant à Gubbio dans la province de Pérouse, Angelica, Lisa, Violetta et Bettina, sont traînées en justice par leurs maris et amants respectifs : chacune est accusée d'avoir commis l'adultère.
Una suora
Une jeune femme, Tessa, est contrainte par sa famille de devenir religieuse et de prendre le nom de Sœur Angelica de la Charité. Elle vit une histoire d'amour secrète avec Enrico et aucun des deux ne veut renoncer à l'autre. Sœur Angelica organise une rencontre clandestine au couvent avec Enrico en lui promettant une nuit d'amour. En réalité, elle exploite son fiancé pour donner du plaisir à toutes les religieuses. Lorsqu'Enrico se blesse et découvre la supercherie, il dénonce la belle Tessa.
La truffa
Eugenia, l'épouse d'un riche banquier, se plaint à son mari que la servante Lisa a trop de travail et trop peu de temps à lui consacrer et exige donc qu'une autre servante soit engagée pour l'aider. Eugenia s'arrange pour que son mari engage Bitto, son propre amant. En réalité, Bitto et Lisa sont amants et projettent d'escroquer les riches patrons avec une affaire d'adultère et de leur extorquer une grosse somme d'argent. Lorsque la supercherie est découverte, elle est dénoncée et Lisa devient la servante particulière du riche banquier.
Quattro mogli
Quatre hommes se retrouvent souvent dans une auberge pour boire et jouer en négligeant leurs femmes. Ces dernières se plaignent de l'inertie de leurs maris, mais en vain. En effet, les hommes de l'auberge fréquentent une paysanne sourde-muette à la vertu facile et assouvissent avec elle leurs désirs charnels. Les épouses, ayant découvert l'adultère, prennent la place de la jeune fille et font l'amour à leurs maris respectifs sans qu'ils s'en aperçoivent. La supercherie est de courte durée et lorsque les hommes se rendent compte qu'ils ont été dupés, ils exigent que Violetta, l'organisatrice de l'échange, soit dénoncée.
Il miracolo
Bettina, épouse d'un homme maladivement jaloux, est fatiguée de sa vie de privations et de contrôles absurdes. Un jour, elle croise le frère Luce qui l'aide à s'échapper en faisant croire à tout le monde que la femme s'est suicidée en se jetant dans le puits. En pleine campagne, tous deux se livrent à la luxure et sont découverts par les frères de Frère Luce qui exigent eux aussi de coucher avec la femme. Bettina accepte et va vivre au couvent. Lorsqu'elle tombe enceinte, Frère Luce organise une cérémonie au puits avec son mari, qui désespère encore de la perte de sa femme, et là, miraculeusement, Bettina est hissée vivante et en bonne santé. Tout semble résolu, mais huit mois plus tard naît un bel enfant noir, le fils du seul frère noir du couvent, ce qui rend l'adultère évident et conduit Bettina au tribunal, dénoncée par son mari pour adultère.
Après avoir entendu les histoires d'amour de toutes les femmes, le juge les acquitte et elles finissent toutes au lit ensemble.

## Fiche technique
- Titre français : Contes érotiques ou la Sexologie de Pierre l'Arétin[1]
- Titre original italien : I giochi proibiti de l'Aretino Pietro[2]
- Réalisateur : Piero Regnoli
- Scénario : Piero Regnoli
- Photographie : Fausto Zuccoli
- Montage : Adriano Tagliavia
- Musique : Nico Fidenco
- Décors : Rossana Romanini
- Production : Enzo Boetani, Giuseppe Collura
- Société de production : PARF Cinematografica
- Pays de production :  Italie
- Langue originale : italien
- Format : Couleurs par Eastmancolor - 2,35:1 - Son mono - 35 mm
- Durée : 88 minutes
- Genre : comédie érotique italienne, decamerotico
- Dates de sortie :
  - Italie : 10 octobre 1972
  - France : 6 septembre 1973

## Distribution
Il tribunale
- Mario Carrara : greffier
- Gino Cassani : juge
- Roberto Ceccacci : avocat de la défense
- Luigi Leoni : procureur général

Una suora
- Franco Agostini : Enrico Baldazzi
- Ben Carrà : évêque
- Paola Corazzi : Sœur Cielo
- Angela Covello : Tessa/Sœur Angélique de la Charité
- Livio Galassi : l'ami d'Enrico
- Rosita Toros : abbesse

La truffa
- Shirley Corrigan : Eugenia
- Orchid De Santis : Lisa Martini
- Tony Kendall : Bitto Ranieri
- Fausto Tommei : le mari d'Eugenia

Quattro mogli
- Femi Benussi : Violetta De' Bardi
- Carlo Cervini : Filippo
- Pupo De Luca (en) : Francesco De' Bardi
- Adler Gray : l'une des épouses
- Isabelle Marchal : une des épouses
- Tiberio Murgia : Marco
- Marlene Rahn : une des épouses
- Enza Sbordone : la servante sourde-muette
- Alan Talman : Carlo

Il miracolo
- Guerrino Crivello (sous le nom de « Luigi Crivello ») : Frère Pendolare
- Tony Kendall : Frère Luce
- Rosemarie Lindt : Bettina Raimondi
- Franco Mazzieri : Frère Polivio
- Luigi Montini : Salvatore Anselmi
- Alessandro Perella : Frère sicilien
- Lamberto Pigliapochi :
- Gisleno Procaccini :